# Bajcury
Bajcury (ros. Байцуры) – wieś (sieło) w Rosji, w obwodzie biełgorodzkim, w rejonie borisowskim. W 2010 liczyła 363 mieszkańców.